# Microrégion de Marabá

Localisation de la microrégion de Marabá

La microrégion de Marabá est l'une des sept microrégions qui subdivisent le Sud-Est de l'État du Pará au Brésil.
Elle comporte 5 municipalités qui regroupaient 259 514 habitants en 2006 pour une superficie totale de 19 936 km2.

## Municipalités[1]
- Brejo Grande do Araguaia
- Marabá
- Palestina do Pará
- São Domingos do Araguaia
- São João do Araguaia